# Triclocarban
Il Triclocarban è un derivato carbanilidico che, anche in caso di elevate diluizioni, presenta attività batteriostatica nei confronti dei Gram-positivi.
Il farmaco è risultato invece meno efficace contro i Gram-negativi ed i funghi.
Il triclocarban è ampiamente usato come agente antimicrobico in una varietà di prodotti per la cura personale e di consumo.
Viene in genere addizionato in saponi o in altre preparazioni detergenti ad azione antisettica e deodorante alla concentrazione dello 0,5-1,5%.
Viene inoltre impiegato in prodotti che limitano la traspirazione.
In commercio esiste un preparato dermatologico che contiene triclocarban (2%) associato a idrocortisone (1%).
Il triclocarban ha un'elevata persistenza ambientale e viene spesso ritrovato in fanghi derivati da impianti di trattamento delle acque reflue. È in dubbio se il farmaco possa avere effetti dannosi di rilevanza ambientale su alcune specie di anuri (rane, rospi, raganelle ed altri). Il triclocarban viene inattivato da sostanze cationiche. Il prodotto deve essere conservato al riparo dal calore.

## Farmacocinetica
Quando applicato su cute integra, il triclocarban è scarsamente assorbito.
In studi sperimentali triclocarban è stato somministrato per via endovenosa per determinarne la distribuzione nell'organismo e la via di eliminazione. Circa il 54% della dose veniva escreta con le feci e circa il 21% nelle urine con un'emivita di eliminazione urinaria di dieci ore.

## Effetti collaterali
Se sottoposto alla azione di temperature elevate (superiori a 50 °C) per lungo tempo, il triclocarban tende a decomporsi formando cloroaniline tossiche. Tali cloroaniline possono essere assorbite attraverso la cute e causare metaemoglobinemia.
La sostanza può indurre fotosensibilizzazione e provocare reazioni cutanee (dermatiti ed irritazione cutanea): tuttavia questo potenziale effetto collaterale appare raro.
In letteratura è stato evidenziato che triclocarban potrebbe agire come un distruttore endocrino.
Infatti mentre triclocarban di per sé mostra un'attività endocrina scarsa o nulla, tuttavia sarebbe in grado di aumentare l'attività biologica del testosterone endogeno sia in vitro che in vivo (utilizzando modello sperimentali di ratti maschi).
Il testosterone normalmente media la attività trascrizionale negli organi sessuali e riproduttivi, ma triclocarban sembra accentuare in modo significativo questa attività. Dieci giorni di esposizione orale a triclocarban causano un aumento considerevole di peso di organi sessuali accessori come la prostata.
Poiché il farmaco è stato utilizzato per 45 anni in prodotti per la cura personale, e considerata la popolarità di cui gode ancora oggi utilizzato in preparati anti-batterici, i suoi potenziali effetti endocrini non possono che sollevare molteplici preoccupazioni.
 L'argomento è ancora oggi fonte di dibattito.

## Controindicazioni e precauzioni d'uso
Il triclocarban è controindicato in caso di ipersensibilità nota e non deve essere impiegato nei bambini con età inferiore a 6 mesi. Si deve evitare il contatto della sostanza con gli occhi.